# Prosperous (Irlanda)
Prosperous (in inglese) o An Chorrchoill (in irlandese) è una cittadina nella contea di Kildare, in Irlanda.